# Arturo Patten
 (octobre 2020).
Si vous disposez d'ouvrages ou d'articles de référence ou si vous connaissez des sites web de qualité traitant du thème abordé ici, merci de compléter l'article en donnant les références utiles à sa vérifiabilité et en les liant à la section « Notes et références ».
Pour les articles homonymes, voir Patten.
Arturo Patten (Arthur Nathaniel Patten), né à Torrance (Californie, États-Unis) le 15 novembre 1939, décédé à Agrigente (Sicile, Italie) le 7 mars 1999, était un photographe américain, installé principalement en France et en Italie. 

## Biographie
Arturo Patten passe ses premières années à Mazatlan, au Mexique. Ses parents divorcent lorsqu'il a sept ans. Il passe alors le reste de sa scolarité au Massachusetts et au New Hampshire, avant de se lancer dans la vie active à l'âge de dix-sept ans. Il travaille d'abord comme assistant du sculpteur George Fite Waters pendant quatre années. Cet élève d'Auguste Rodin s'était spécialisé dans la réalisation de portrait. La grande exigence de Waters compta beaucoup dans la formation du photographe et l'on voit déjà dans l'art du portrait un signe annonciateur de son travail à venir.

En 1969, Arturo Patten réalise son désir de voir l'Europe et se rend à Paris. Il accomplira ensuite une série de voyages en France, en Italie et en Inde où il accomplira trois séjours entre 1975 et 1980. Passionné par les questions posées par le pèlerinage et la solitude de la marche, il se rend à pied de Chartres à Rome au printemps 1973. Son goût pour les mondes roman, byzantin et indien s'affine au fil de ses voyages, comme autant d'influences qui marqueront profondément son œuvre, à l'instar de la peinture italienne de la Renaissance dont il gardera la pose fière et austère pour ses propres portraits photographiques.

En 1981, Arturo Patten retourne à New York et suit pendant deux ans des cours d’art dramatique avec Herbert Bergoff et Carol Rosenfeld, avant de rentrer en Europe en 1983, espérant pouvoir travailler comme acteur avec Fellini.

Entretemps, il a commencé la photographie, un art qui l’attire depuis son enfance et auquel il décide de se consacrer. Il partage alors son temps entre Paris et Rome où il avait son studio photographique.

## Œuvres
Arturo Patten est surtout connu pour ses portraits d'écrivains. Il a notamment collaboré avec les éditions Actes Sud, lié par son amitié avec Hubert Nyssen, et photographiera les auteurs de cette maison comme Russell Banks ou Paul Auster. Si son travail a pour sujet des écrivains et des artistes, Arturo Patten a aussi photographié toutes sortes de personnes rencontrées au cours de ses voyages, habitants d’un village de Toscane ou d’un village du Maine (États-Unis), Romains de son quartier, Parisiens, Siciliens, etc. De grandes influences marquent son travail, notamment l’œuvre de l’écrivain Marguerite Yourcenar et celle du cinéaste Andreï Tarkovski. Arturo Patten est décédé à Agrigente en mars 1999, au moment où il allait achever une série de portraits des artistes et écrivains siciliens.

### Écrivains et artistes
Entre 1985 et 1999, Arturo Patten a réalisé les portraits de quelque 250 écrivains et artistes français, italiens, espagnols, américains. Certains sont présents dans le livre Portraits Ritratti publié en 1992 par Actes Sud avec une préface d’Hubert Nyssen et des textes de Russell Banks, Antonio Tabucchi, Patrick Drevet, Dominique Rolin, Joan Perucho, Paul Auster, Michel Tournier.

### Portraits/Ritratti
Dans les années 1990, Arturo Patten a photographié les artisans de son quartier de Rome (Piazza Navona, Campo di Fiori). Ces portraits se situent dans la tradition des « portraits avec attributs ». Ils forment un ensemble de 28 photos. À la même époque, le photographe a réalisé des portraits de « Mères et fils », romains eux aussi.

### Les Paristocrates
Une soirée chez des Parisiens du Faubourg Saint-Germain a donné Les Paristocrates, une série de 43 portraits réalisés au cours d’une nuit de fête. Ce travail est accompagné d’un texte de Jacqueline Risset.

### Patten/Maine
En 1996, durant deux mois, Arturo Patten a photographié les habitants d’un village du Maine (États-Unis) qui porte son nom. Adultes et enfants, bûcherons, pasteurs, notables, toutes les classes et les générations de cette petite communauté villageoise américaine, un monde si bien décrit par le romancier Russell Banks, qui a accompagné les portraits d’un texte intitulé The invisible stranger.

### Siciliens
Entre 1996 et 1999, Arturo Patten a entrepris de photographier les acteurs du monde culturel sicilien, une île à laquelle il était profondément attaché : écrivains, peintres, musiciens, éditeurs, 34 portraits qui ont donné lieu à une publication en 2005 à Palerme, In fondo agli occhi, accompagnée de textes de l’écrivain Andrea Camilleri et du critique photographique italien Diego Mormorio.

## Principales expositions
- Arturo Patten : Portraits / Ritratti, Rencontres internationales de la photographie, Arles, 1992 ; puis Galeries  Fnac Montparnasse, Paris, 1992 ; puis Villa Médicis, Rome, 1993.
- Paristocrates, Institut Français de Naples, 1994.
- Patten/Maine, Bar Harbour, College of the Atlantic, Maine (États-Unis), 1997.
- Portraits d'écrivains, Maison Jules Roy, Vézelay, 2004 ; puis IMEC, Abbaye d'Ardenne, 2005.
- Ritratti siciliani, Agrigente, Musée archéologique, 2005; organisé par le Centro Culturale Pier Paolo Pasolini
- Rétrospective, Sully-sur-Loire, église Saint-Germain, 2007.

## Publications
- Portraits/Ritratti, Arles, Actes Sud, 1992.
- interni Romani, Rome, Massimo Zompa, 1994, texte de Mario Quesada, dessins de Cy Twombly.
- Le Giornate di Castelnuovo, Sienne, 1996, texte de Ginevra Bompiani.
- Patten à Patten, Arles, Actes Sud, 1998, texte de Russell Banks.
- the Invisible Stranger, Patten Maine, Harper Collins, 1999, texte de Russell Banks.
- In Fondo agli occhi : Ritratti siciliani, Palerme, Edizioni Passagio, 2005, textes d’Andrea Camilleri et de Diego Mormorio.